# Атцори, Джанлука
Джанлука Атцори (итал. Gianluca Atzori; род. 6 марта 1971, Коллепардо, Лацио) — итальянский футболист, играл на позиции защитника. После завершения игровой карьеры стал тренером.

## Тренерская карьера
В июне 2009 года назначен на пост главного тренера клуба «Катания». Соглашение с 38-летним специалистом было рассчитано на два года. Атцори сменил на тренерском мостике «Катании» Вальтера Дзенгу, возглавившего «Палермо».
16 июня 2011 года в 13:30 был представлен прессе в качестве главного тренера клуба «Сампдория». 13 ноября он покинул пост наставника команды.
В 2022 был внесён кандидатом в списки голосования за президента Итальянской республики.